# Bradysia vaneyi
Bradysia vaneyi är en tvåvingeart som först beskrevs av Falcoz 1913.  Bradysia vaneyi ingår i släktet Bradysia och familjen sorgmyggor.
Artens utbredningsområde är Frankrike. Inga underarter finns listade i Catalogue of Life.